# Софийские ворота

Реконструкция Ю. С. Асеева

Софийские ворота, Батыевы ворота, Батыевские ворота — ворота в средневековом Киеве и позднее, первые каменные ворота на Руси. Ворота были построены в южной части города Владимира (детинца) и служили главным въездом в него, позже соединяли город Владимира с городом Ярослава (окольным городом). Находились близ пересечения современных улиц Владимирской и Большой Житомирской.

## Название
По наиболее очевидной версии названы в честь Софийского собора, к которому они были обращены от детинца. Однако также существует версия, что они названы в честь более древней Софийской церкви, основанной поблизости ещё княгиней Ольгой. Народное название Батыевы ворота было связано, как предполагал М. Ф. Берлинский, с тем, «что со времени Батыя они оставались в развалинах».

## История

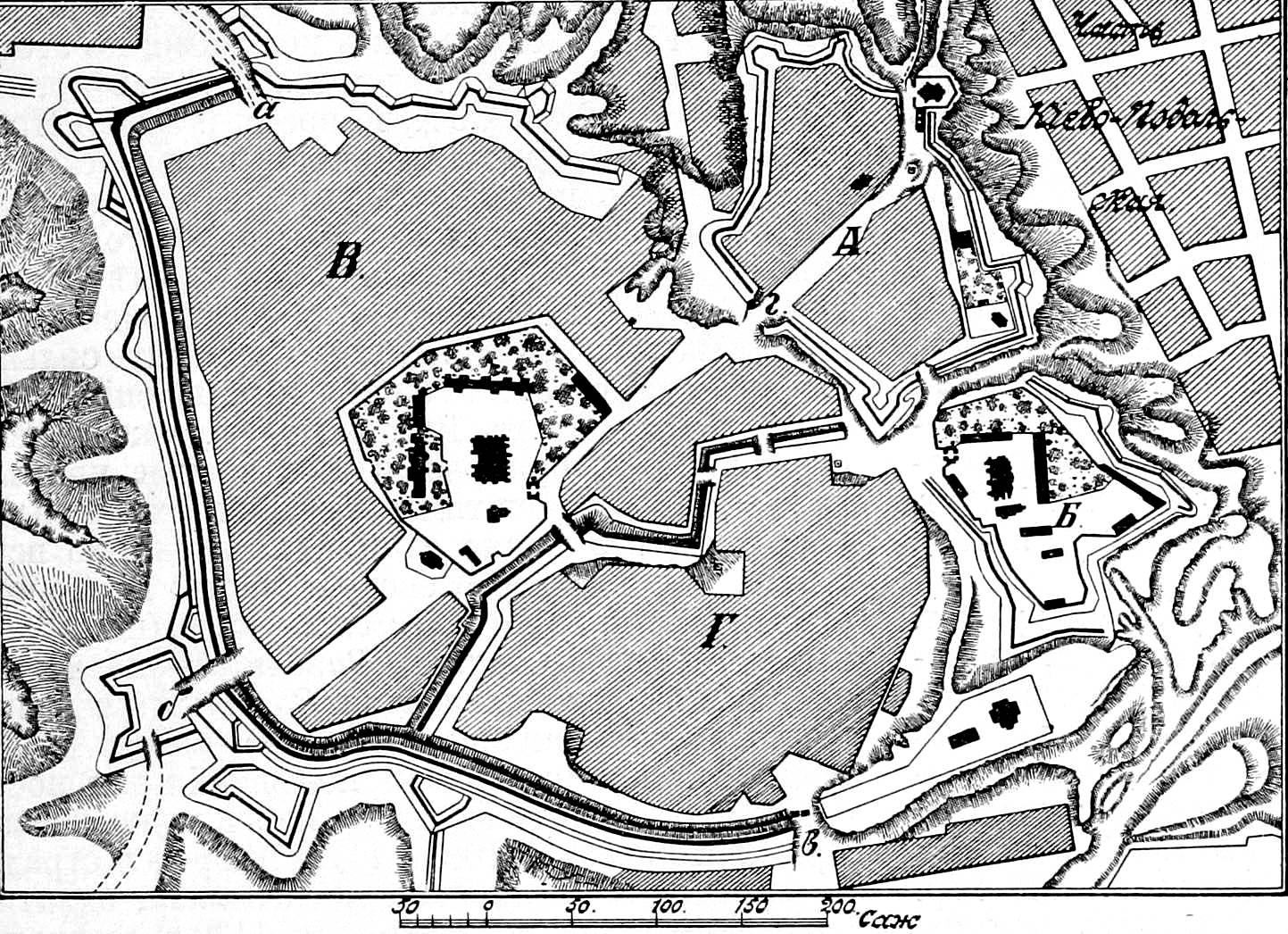
План Старокиевской крепости до 1706 года:
Части (отделения):
А — Андреевская;
Б — Михайловская;
В —Софийская;
Г — Печерскуая;
а — Львовские ворота;
б — Золотые ворота;
в — Старокиевские-Печерские ворота;
г — Батыевские ворота.
к статье «Киев», Военная энциклопедия Сытина, Санкт-Петербург, 1911—1915 годы.

Согласно археологическим исследованиям, каменная воротная башня была сооружена в конце X — начале XI века. В то время, незадолго до построения Ярославом Мудрым обширного окольного города, названного его именем, ворота являлись главным въездом в город и выходили на поле, где ещё высились курганы языческого некрополя. Рядом с Софийскими воротами зафиксированы остатки земляного вала, а перед ней находился 10-метровый ров, через который был перекинут мост. Ворота были частично разрушены в 1240 году во время осады Киева войском хана Батыя. Они простояли в полуразрушенном виде вплоть до 1654 года, когда были обновлены размещённым в Киеве русским гарнизоном. В 1798 году были окончательно разобраны.

## Внешний вид
О памятнике архитектуры не сохранилось древних письменных свидетельств. Впервые о нём упоминали в своих донесениях царю Алексею Михайловичу московские воеводы, изучавшие состояние древних земляных укреплений Верхнего города и возможности их восстановления. На плане Киева 1695 года, исполненном по указу Петра I, Софийские ворота изображены с северной стороны, то есть изнутри Владимирова города, в виде каменной башни с арочным воротным проездом посредине.

## Археологические исследования

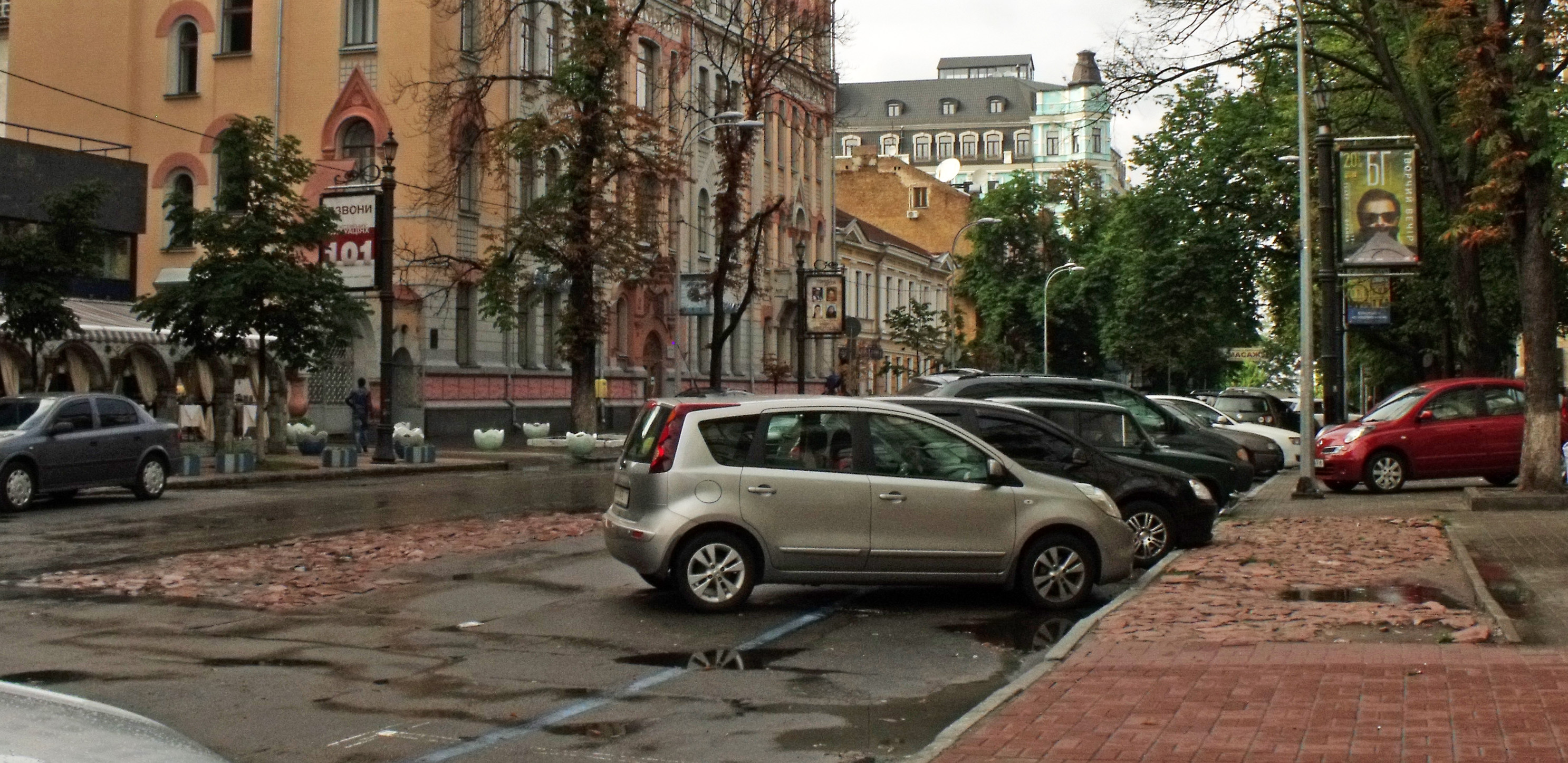
Место Софийских ворот сегодня по улице Владимирской

В 1893 году остатки Батыевых ворот были обнаружены при прокладке канализационных труб. Как выяснилось, при разборке ворот были сохранены не только фундаменты, но и нижние части кирпичной кладки стен. Также на 1,5 метра ниже уровня современной поверхности была обнаружена древняя мостовая из продольных толстых брусьев, с настилкой из дубовых кругляков, которая, по-видимому, вела к великокняжескому дворцу. Как предполагал М. К. Каргер, Софийские ворота представляли две параллельных стены длиной около пяти — 6 метров и толщиной 1,5 — два метра, на которые опирался свод воротного проезда. Его ширина составляла всего четыре — пять метров. По размерам Софийские ворота значительно уступали Золотым воротам.
Сегодня на проезжей части Владимирской улицы, между домами № 11/6 и 14/8 можно увидеть символическую выкладку красным кварцитом фундамента Софийских ворот.